# Красный (Городищенский район)
Красный — посёлок в Городищенском районе Пензенской области России. Входит в состав Канаевского сельсовета.

## География
Посёлок находится в восточной части Пензенской области, в лесостепной зоне, на правом берегу реки Шнаево, при железнодорожной линии Пенза — Сызрань, на расстоянии примерно 21 километра (по прямой) к юго-западу от города Городище, административного центра района. Абсолютная высота — 156 метров над уровнем моря.
Климат
Климат характеризуется как континентальный, с холодной зимой и жарким летом. Среднегодовая температура — 3,1 °C. Средняя температура воздуха самого холодного месяца (января) составляет −12,9 °C; самого тёплого месяца (июля) — 19 °C. Годовое количество атмосферных осадков — 673 мм, из которых 415 мм выпадает в период с апреля по октябрь. Снежный покров держится в среднем 146 дней.

## Население
| 2010 |
| ---- |
| 97   |

Половой состав
По данным Всероссийской переписи населения 2010 года в гендерной структуре населения мужчины составляли 45,4 %, женщины — соответственно 54,6 %.
Национальный состав
Согласно результатам переписи 2002 года, в национальной структуре населения русские составляли 97 % из 118 чел.